# Imuris
Imuris är en ort i Mexiko.   Den ligger i kommunen Imuris och delstaten Sonora, i den nordvästra delen av landet, 1 700 km nordväst om huvudstaden Mexico City. Imuris ligger 867 meter över havet och antalet invånare är 6 117.
Terrängen runt Imuris är kuperad söderut, men norrut är den platt. Runt Imuris är det mycket glesbefolkat, med 4 invånare per kvadratkilometer. Imuris är det största samhället i trakten. Omgivningarna runt Imuris är i huvudsak ett öppet busklandskap.